# 清真先贤古墓
清真先賢古墓，是全國重點文物保護單位之一，位於廣東省广州市越秀区流花街道兰圃居社区解放北路901号。先賢古墓佔地2,200平方米，安葬了來自中國內外的穆斯林，包括到中國傳播伊斯蘭教的傳教士、拜謁古墓的外地朝聖者等。古墓聞名中外，被部分穆斯林視為伊斯蘭教的「小聖地」，但在文化大革命期間遭到破壞，後已整修。2013年，先賢古墓列入第七批全國重點文物保護單位中的古墓葬。

## 歷史

### 建立和使用

#### 古墓的建立原因

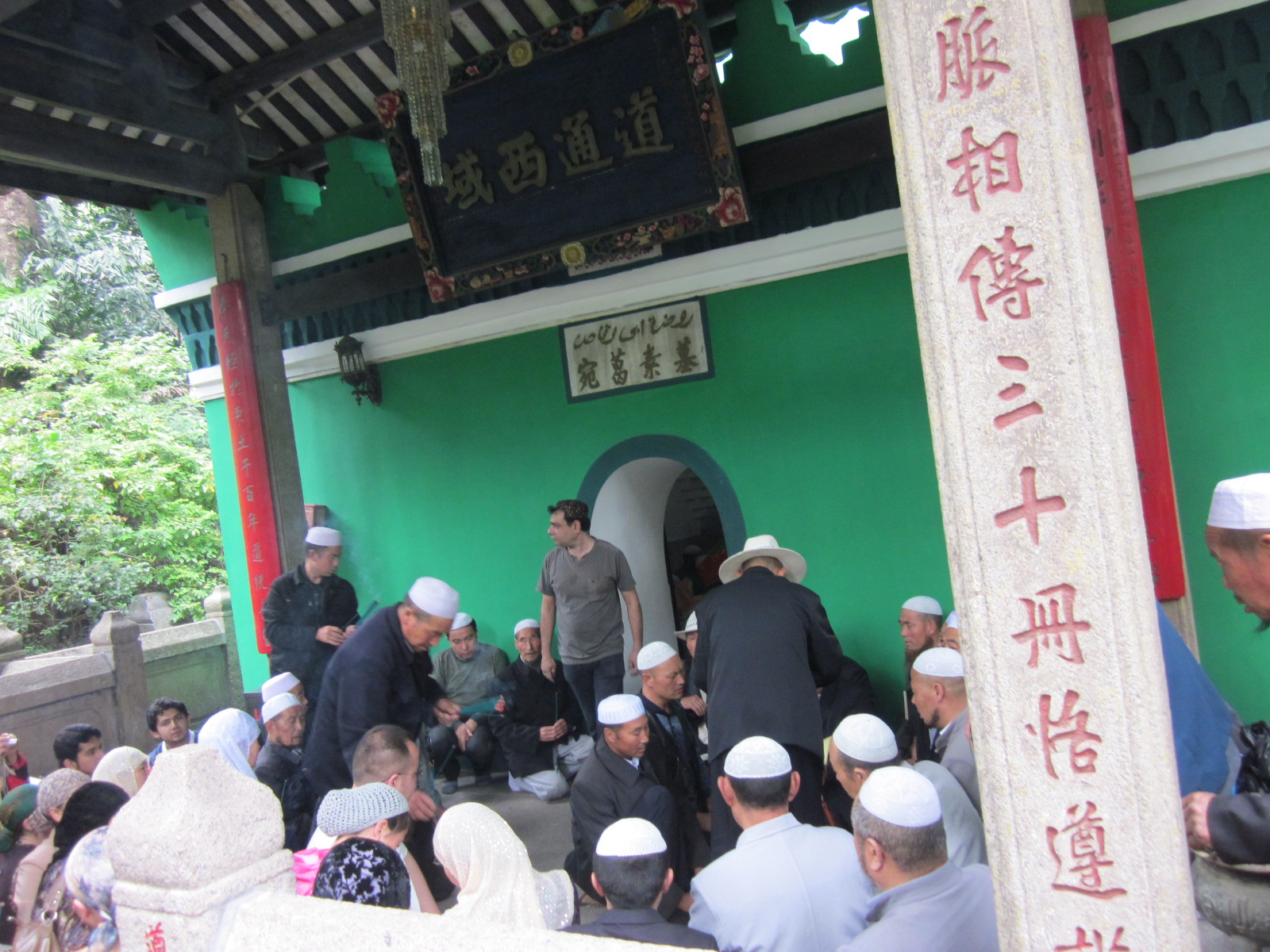
阿布·宛葛素陵墓前的信徒

根據中国回族的主流說法，赛义德·本·阿比·瓦卡斯（古譯為阿布·宛葛素或苏哈白·宛噶素）是伊斯蘭教創始人穆罕默德的信徒（亦可能是後者的舅父），他按照穆罕默德「学问虽远在中国，亦当求之」的教誨，來到中國傳教，最終在廣州逝世；629年（唐朝贞观三年），穆斯林為了安葬宛葛素而興建了清真先賢古墓。
部分中國以外伊斯蘭教學者持有另一種說法，認為「宛葛素」此人子虛烏有，只是中國伊斯蘭教傳教士的象征、代表和缩影。有學者依據方信孺《南海百咏》書中诗句〈蕃人塚〉——「在城西十里，累累数千，皆南首西向。鲸波仅免葬吞舟，孤死犹能效首邱；目断苍茫三万里，千金虽在此生休。」，認為清真先賢古墓是一座公共墓地，用作安葬經海路來華的外籍人士和穆斯林，因而就清真先賢古墓的建成時代提出其他看法。中國宗教歷史學家陳垣則在考證後提出，宛葛素是在652年（唐朝永徽三年）而非629年下葬至清真先賢古墓。

#### 古墓建立後的其他下葬者

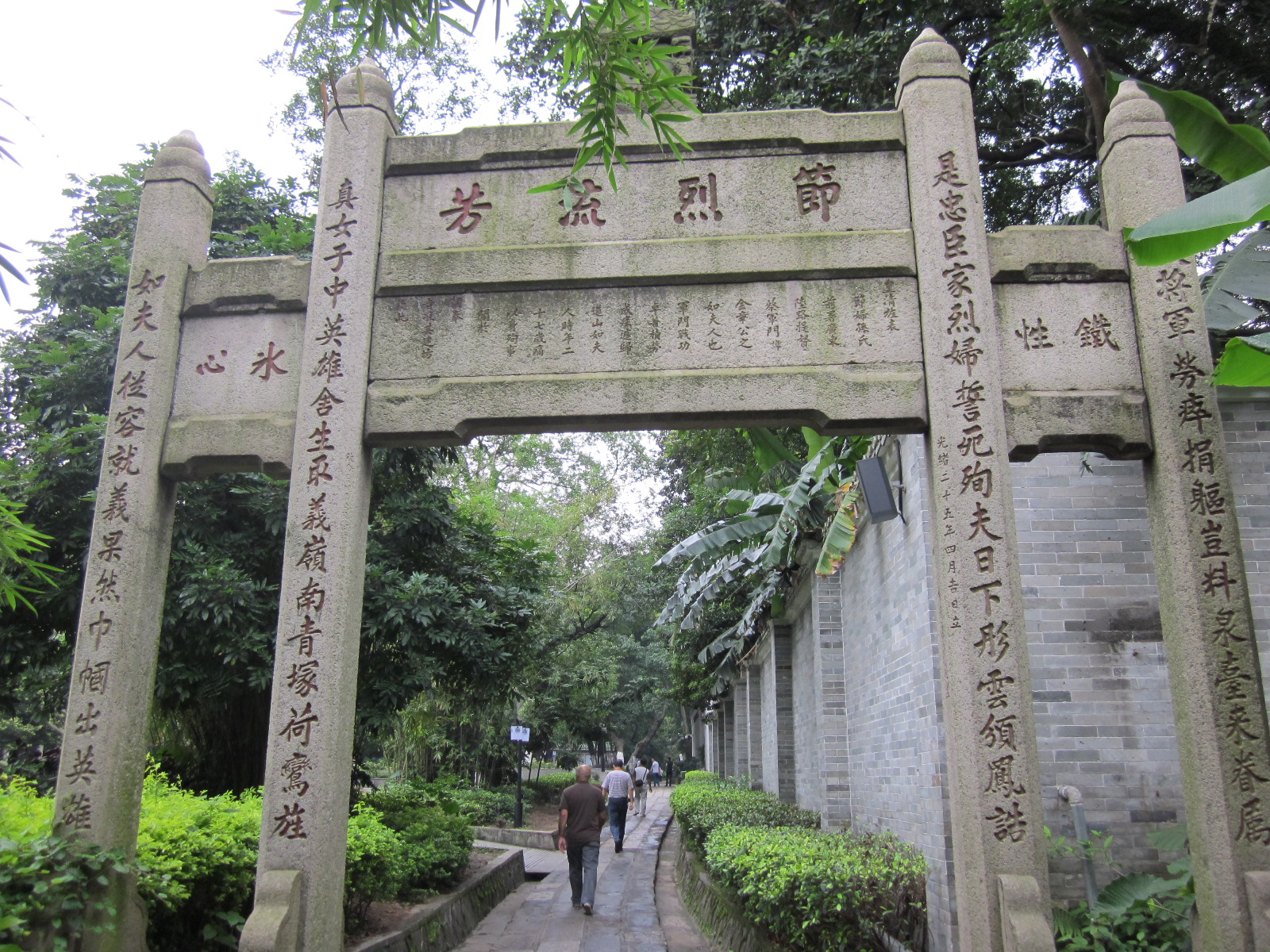
节烈流芳牌坊

阿布·宛葛素墓室的左侧設有「四十一位坟」，坟前方有一面在1802年（清朝嘉庆七年）建立的墓碑；碑上记载指，有40名穆斯林奉穆罕默德差遣，隨同宛葛素來華傳教，在一次主麻日聚禮時遭到暴徒殺害，暴徒殺人後同归於尽，這些遺體便凑合成「四十一位坟」。與碑文记载類近的传说認為，宛葛素随员40人在做礼拜，有强盗為了财物而行凶，殺害39人後發現剩余的一人還在原地祈祷，便把那人一併殺了，後因悔悟而自刎；後人收殓40名傳教者的遺體，連同强盗尸体葬於古墓外东北侧，這些遺體在1959年因市政建设而遷葬現址。
不少中國以外的穆斯林遠赴广州拜謁宛葛素陵，並把死後葬在宛葛素墓近侧視为荣誉。1349年（元朝至正九年），虔诚信奉伊斯兰教的高麗人刺马丹專程來到广州，以拜謁宛葛素之墓，但其後在當地病逝；广州穆斯林集资為他建立墓碑，葬於先贤古墓内。1751年（清朝乾隆十六年），土耳其人阿知墨克目德特來到广州，拜謁清真先贤古墓，死後葬在宛葛素墓东侧。1889年（清朝光绪十五年），來自麦加的尔卜当乐熙受差派来华，传播伊斯兰教萨兹勒教派的学说，因積勞成疾而病逝，葬在清真先賢古墓前左侧。
除了传教士和朝聖者外，清真先賢古墓亦安葬了其他來自中國内外的穆斯林。例如，宛葛素墓前的广场上設有一座名為「回教三忠墓」的衣冠冢，紀念羽凤麒、撒之浮、马承祖這三位抵抗清军的明朝回族将领。古墓北侧亦建有一座貞孝節烈牌坊，名為「节烈流芳牌坊」，旨在紀念广州陆路提督、穆斯林蔡金章的如夫人孙氏。

### 保護和發展
清真先賢古墓闻名中外，被部分穆斯林視為伊斯兰教的「小圣地」，在1815年（清朝嘉慶二十年）、1845年（清朝道光二十五年）、1934年、1955年和1964年分別進行了重修工程。
中華人民共和國成立後，广州穆斯林在1956年11月創立广州市伊斯兰教协会，先贤古墓自此交由协会屬下的「清真寺民主管理委员会」负责管理。1965年，中華人民共和國國務院副總理陈毅亲自來到古墓视察，他指古墓是伊斯兰教的圣地，具有国际影响，应予保护。到了文化大革命時期，有红卫兵打着「破四舊、立四新」的旗號，扫荡先賢古墓等宗教场所，令古墓被铲去一半，「回教三忠墓」的墓碑亦被毁；广州市伊斯兰教协会停止活动，至1981年恢復。
1985年，廣東省人民政府把先贤古墓列入廣東省文物保护单位，而广州市伊斯兰教协会亦拨款為古墓进行全面整修。2010年，先賢古墓西侧修建了一座礼拜大殿，以接待來廣東參與2010年亚洲运动会的穆斯林運動員；這座礼拜大殿可容纳3000人，成為广州最大的伊斯兰教活动场所。2013年，先賢古墓列入第七批全國重點文物保護單位中的古墓葬。2014年，巴基斯坦陸军参谋总长那迪姆·艾哈迈德訪華，期間拜谒了清真先贤古墓。

## 結構
清真先賢古墓佔地2,200平方米，四周有青砖砌成的牆壁，门楣上边有「清真先贤古墓」字樣；墓道南口設有一座石製牌坊，牌坊上刻有一副对联，內容為「远涉重洋，莅临东土，先哲毕生传圣教；阐扬经训，理通西域，穆民万世仰高风」。古墓分為内外两重，外陵的建築包括六角亭、莲池、花圃、礼拜殿、大客堂等；走過書有「高风仰止」字樣的牌坊後便可進入內陵，該處有一道通往宛葛素墓室的石板墓道，墓道两旁有40多個坟墓。宛葛素墓室坐北朝南，宽深约6米，是阿拉伯式的圆拱式建筑，上圆下方，顶部貌如穹窿，东西兩壁各設有一個小窗，南面有一座小门，中央位置設有宛葛素的长方形墳墓；人們在墓室說話時會聽見回聲，因此墓室又被稱為「響坟」。古墓內外還有其他墓葬設施，例如古墓裡面的「孖窑」（宛葛素两名繼承者之墓）和「四十一位坟」（宛葛素随员40人之墓），以及古墓外的「回教三忠墓」（明朝回族將領之墓）等；古墓亦存有大量碑碣、楹联、匾额、牌坊等文物。